# 片倉自転車
片倉自転車工業（かたくらじてんしゃこうぎょう）は、かつて東京都福生市大字熊川722番地1（JR五日市線熊川駅西側）に存在した自転車およびオートバイの製造メーカーである。

## 概要
製糸所・航空機部品製造工場を経て、片倉工業多摩製作所として自転車およびオートバイの製造を開始、その後、片倉自転車工業として独立した。

## 沿革
- 1873年（明治6年）森田製糸工場として創業。その後、多摩地域有数の製糸会社となる[1]｡
- 1927年（昭和2年）昭和金融恐慌の中、株式会社に組織改変したが破産。
- 1929年（昭和4年）多摩製糸と改称し、日本有数の製糸会社だった片倉製糸紡績（現・片倉工業）の傘下に入る。
- 1940年（昭和15年）片倉製糸紡績と正式に合併し、同社の多摩製糸所となる。
- 1943年（昭和18年）生糸生産を中止、多摩航機製作所と改称して航空機の部品を製造する軍需工場となる。
- 1946年（昭和21年）片倉工業多摩製作所と改称し、自転車製造を開始。
- 1952年（昭和27年）オートバイ製造を開始。
- 1955年（昭和30年）片倉工業から分離独立し 片倉自転車工業設立。その後、日本の自転車製造業で不動の地位を占めた。
- 1987年（昭和62年）片倉自転車工業解散。株式会社片倉シルクと改変し、東京都八王子市へ移転[2]｡

## 統計
1960年（昭和35年）の生産状況は、次のとおり｡
- 自転車　月産3,000台
- オートバイ　月産200台（125cc-200cc）
- シルクセルペット　月産800台（50cc）
- 従業員　190人
- 下請け工場　50社（部品製造）

## 自転車製品
母体が製糸会社であったことから、同社の自転車は絹糸から採った「シルク」をブランド名とし、レース用やスポーツ用自転車に力を入れた。1964年東京オリンピックに向けて輸入されたイタリアのチネリはサイズが日本人選手に合わず、これに替えてフジと片倉自転車に制作要請があったがフジ製は破損し、片倉製が日本代表チームの使用自転車として採用された。
自社製フレームは当初はラグレス溶接構造を採用していたことに特徴があり、ラグを廃することで軽量化を果たしていた。トラックレーサーの生産でも知られ、競輪選手にも愛用者が多く、またランドナーにも実績があった。
現在シルク号のブランドは絹自転車製作所（埼玉県比企郡鳩山町）に受け継がれ、同社によってオーダーメイドによる高性能スポーツ用自転車が生産されている。

## オートバイ製品
- カタクラオート3（1954年発売） - 中島機械製2ストローク単気筒122cc、6ps/4,500rpmエンジンを搭載した。車両重量105kg。タイヤは前後とも2.75-24[4]。
- カタクラオート5（1956年5月発売） - カタクラオート3に富士自動車製2ストローク単気筒エンジンを搭載した[4]。
- カタクラオート6（1956年5月発売） - カタクラオート5発売に伴いカタクラオート3のデザインを変更したモデル[4]。
- カタクラオート200（1956年発売） - 自社製フレームに東京瓦斯電機工業製「ガスデン」空冷2ストローク単気筒198cc、9ps/5,000rpmエンジンを搭載した。車両重量115kg。タイヤは前後とも2.75-24。安全性向上のためウィンカーを標準装備した[4]。
- カタクラオート201（1958年発売）、低温溶接法で製造された自社製フレームに「ガスデン」空冷2ストローク単気筒199cc、10.8ps/5,500rpm、1.6kgm/3,500rpm。車両重量135kg。タイヤは前後とも2.75-24[4]。
- カタクラオート202
- カタクラオート203（1959年発売） - カタクラオート202にスターターモーターを装備し、4速トランスミッションを装備したもの。「ガスデン」空冷2ストローク単気筒200cc、10.8ps/5,500rpm、1.6kgm/3,500rpm。車両重量120kg。タイヤは前後とも3.00-16[4]。